# Rudolf Krzyzanowski

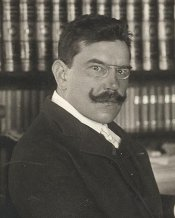
Rudolf Krzyzanowski

Rudolf Krzyzanowski (* 5. April 1859 in Eger (Cheb); † 20. Juni 1911 in Graz) war ein österreichischer Dirigent und Komponist.

## Leben
Krzyzanowski studierte seit 1872 am Wiener Konservatorium Geige, Orgel, Klavier und Komposition. Er zählte dort gemeinsam mit Friedrich Löhr, Hans Rott und Hugo Wolf zum engen Freundeskreis Gustav Mahlers, der 1875 bis 1878 in Wien studierte. Gemeinsam mit Mahler wurde er mit der Erstellung des Klavierauszuges von Anton Bruckners 3. Sinfonie beauftragt. Mahler setzte sich auch später für Krzyzanowski ein, der (nach Stationen u. a. in Laibach, Hannover und Halle und Prag) auf seine Empfehlung hin 1896/97 die Stelle des Zweiten Kapellmeisters am Hamburger Stadttheater – neben Gustav Mahler – innehatte. Allerdings kam es dort zum Zerwürfnis.
Seit 1898 wirkte Krzyzanowski als Erster Kapellmeister der Weimarer Hofkapelle. Mit dem ebenfalls dort tätigen Kapellmeister Peter Raabe kam es zu Rangfolge-Streitigkeiten, die 1907 zur Entlassung Krzyzanowskis führten. Vor Gericht zunächst abgewiesen, bekam er 1910 Recht. Einer möglichen Wiedereinstellung kam sein plötzlicher Tod als Folge einer Operation zuvor.
Krzyzanowski war mit der Sängerin Ida Doxat (1867–1947) verheiratet. Sein älterer Bruder Heinrich Krzyzanowski (1855–1933) war Schriftsteller.
Von Krzyzanowskis wenigen erhaltenen Kompositionen sind beim Verlag Ries & Erler fünf Lieder für Gesang und Klavier publiziert.